# Olivier Marcel Maradan
Olivier Marcel Maradan, al secolo Marcel e in religione Olivier (Ecuvillens, 11 ottobre 1899 – Losanna, 5 febbraio 1975), è stato un vescovo cattolico e missionario svizzero.

## Biografia
Marcel Maradan nacque l'11 ottobre 1899 a Ecuvillens, nel Canton Friburgo.
Studiò presso i frati cappuccini a Stans e nel 1918 entrò nell'Ordine dei frati minori cappuccini a Lucerna.
Fu ordinato presbitero il 28 marzo 1925.
Dopo l'ordinazione sacerdotale, fu inviato come missionario alle Seychelles venendo nominato parroco della parrocchia d'Anse Boileau. Fu inviato poi per un biennio, dal 1934 al 1936, a Londra per studiare gestione scolastica. Tornato alle Seychelles, fu nominato rettore delle scuole missionarie del territorio.
Il 17 giugno 1937 papa Pio XI lo nominò vescovo di Port Victoria.
Tornò quindi in Svizzera per ricevere l'ordinazione episcopale il 6 dicembre successivo per imposizione delle mani dell'arcivescovo Filippo Bernardini.
Scelse come proprio motto episcopale Pax et bonum.
Durante gli anni del suo ministero, ebbe particolare cura per l'istruzione pubblica nelle isole, un compito sostenuto praticamente solo dalla Chiesa, riuscendo a ristrutturare numerose scuole parrocchiali nonché la gran parte delle chiese nell'arcipelago. Fu un sostenitore della cultura locale, di matrice e lingua francese, contro i tentativi di anglicizzazione del governo britannico.
Fu padre conciliare durante il Concilio Vaticano II, partecipando a tutte le quattro sessioni.
Resse la diocesi per 35 anni; rassegnò le proprie dimissioni il 6 ottobre 1972. Tornato in Svizzera, morì a Losanna il 5 febbraio 1975 all'età di 75 anni.

## Genealogia episcopale
La genealogia episcopale è:
- Cardinale Scipione Rebiba
- Cardinale Giulio Antonio Santori
- Cardinale Girolamo Bernerio, O.P.
- Arcivescovo Galeazzo Sanvitale
- Cardinale Ludovico Ludovisi
- Cardinale Luigi Caetani
- Cardinale Ulderico Carpegna
- Cardinale Paluzzo Paluzzi Altieri degli Albertoni
- Papa Benedetto XIII
- Papa Benedetto XIV
- Papa Clemente XIII
- Cardinale Marcantonio Colonna
- Cardinale Giacinto Sigismondo Gerdil, B.
- Cardinale Giulio Maria della Somaglia
- Cardinale Carlo Odescalchi, S.I.
- Cardinale Costantino Patrizi Naro
- Cardinale Serafino Vannutelli
- Cardinale Domenico Serafini, Cong.Subl. O.S.B.
- Cardinale Pietro Fumasoni Biondi
- Arcivescovo Filippo Bernardini
- Vescovo Olivier Marcel Maradan, O.F.M.Cap.